# Glen Glenn
 (septembre 2019).
Si vous disposez d'ouvrages ou d'articles de référence ou si vous connaissez des sites web de qualité traitant du thème abordé ici, merci de compléter l'article en donnant les références utiles à sa vérifiabilité et en les liant à la section « Notes et références ».
Glen Glenn est un musicien américain,un chanteur de rockabilly, de rock 'n' roll et de country né le 24 octobre 1934 et mort le 18 mars 2022.

## Biographie
Glen Glenn de son vrai nom Glen Troutman est né le 24 octobre 1934 à Joplin, Missouri. Sa famille déménage en 1948 et se fixe à San Dimas, pas très loin de Los Angeles.Il se produit dès 1952-53 dans des shows qui sont retransmis sur les radios locales, notamment sur la station de radio KXLA de Pasadena. À cette époque il chante en compagnie de Wanda Jackson et Marty Robbins, puis assiste au show d'Elvis Presley à San Diego le 4 avril 1956. Mais ce n'est qu'à partir de juillet 1956 qu'il fera une timide apparition sur la télévision ABC lors du show "Ozark Jamboree"  de Springfield où il interprète Shake, Rattle and Roll. Il signe  son premier contrat en janvier 1958 pour Era qui sortira son premier single avec deux rockabilly avec slap-basse tenue par Connie Guybo Smith le compagnon d'Eddie Cochran.Il se marie en 1964 et délaisse quelque peu la musique pour se consacrer à sa famille. Il revient en 1982 et reprend le rockabilly de ses débuts avec l'album Every bod's movin' again sur ACE. Aujourd'hui, il continue toujours d'être actif et se produit régulièrement en Europe et aux États-Unis.

## Discographie
| Année | Titre                                                      | Label        |
| ----- | ---------------------------------------------------------- | ------------ |
| 1958  | Everybody’s Movin’ / I’m Glad My Baby’s Gone               | ERA Records  |
| 1958  | One Cup of Coffee and A Cigarette / Laurie Ann             | ERA Records  |
| 1958  | Blue Jeans and a Boy’s Shirt / Would Ja’                   | ERA Records  |
| 1959  | Goofin’ Around / Susie Green From Abilene                  | Dore Records |
| 1964  | I’ll Never Stop Loving You / I Didn’t have The Sense To Go | Dore Records |